# Hermann Swoboda (Psychologe)
Hermann Swoboda (* 23. November 1873 in Wien; † 18. Juni 1963 ebenda) war ein österreichischer Psychologe und Dozent an der Universität Wien.

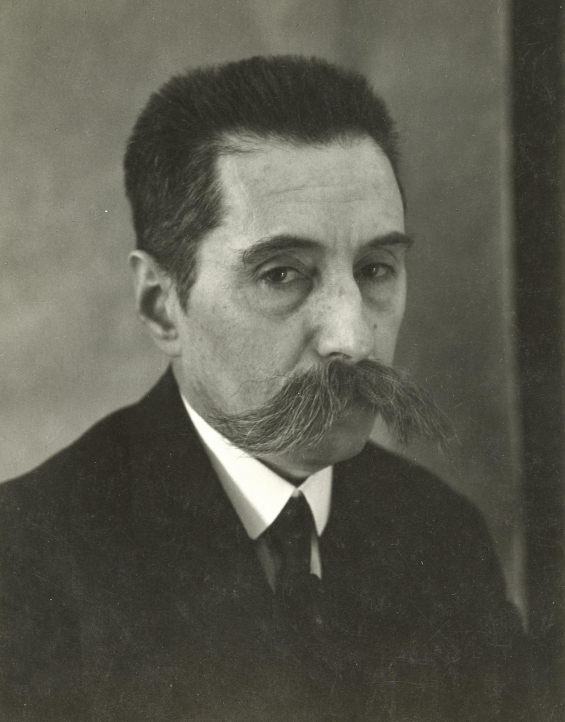
Aufnahme von Ludwig Schwab (1930er Jahre)

## Leben
Der Apothekersohn Swoboda besuchte das Stiftsgymnasium Melk, wo er 1892 die Matura ablegte. Danach studierte er Jura und Philosophie an der Wiener Universität und promovierte 1897 im Fach Jura sowie 1901 in Philosophie. 1905 habilitierte er sich und wurde Privatdozent für „Psychologie und deren Geschichte“. Am Ersten Weltkrieg nahm Swoboda als Oberleutnant der Artillerie teil, jedoch nur zeitweise an der Front. 1915 wurde ihm die Österreichische Militärverdienstmedaille in Bronze verliehen. 1919/20 nahm er seine universitäre Lehrtätigkeit wieder auf. 1925 wurde er zum außerordentlichen Professor ernannt. Diese Professur war indes auf den Ehrentitel beschränkt, eine entsprechende Besoldung war damit nicht verbunden. 1928 trat Swoboda eine Stelle als außerordentlicher Assistent am Institut für Anthropologie der Universität Wien an. 1935 übersiedelte er wegen finanzieller Probleme unter Zurücklassung seiner Familie nach München und widmete sich stipendienfinanzierter Forschungsarbeit. 1938 bekam er eine Stelle bei der kriminal-biologischen Sammelstelle in München. Im Alter von 67 Jahren wurde er infolge einer freiwilligen Meldung als Hauptmann der Wehrmacht eingezogen und arbeitete dort als Dolmetscher für Französisch sowie Neugriechisch und wurde bis zum Major befördert. Nach Kriegsende war Swoboda weiterhin wissenschaftlich tätig, nahm an Kongressen teil und publizierte. Zudem arbeitete er als Übersetzer und hielt Vorträge an der Wiener Urania und im Rundfunk.

### Swoboda und der Nationalsozialismus
Hinsichtlich des Nationalsozialismus zeigte Swoboda „Begeisterung für die Idee mit geschlossenem, zukunftsweisenden ideologischen Programm, ohne die Fähigkeit, die praktische Gefährlichkeit dieser Ideologie zu erkennen.“ Und obwohl Swoboda mit Konzepten der Erbforschung und Eugenik befasst war, waren diese doch „weit entfernt von jenen des praktischen Nationalsozialismus, der ‚unwertes Leben‘ nicht nur als solches bezeichnete (wie es auch Swoboda tat), sondern auch viel Mühe darauf verwandte, es zu vernichten.“

### Swobodas Periodenlehre
Swoboda gilt als Begründer der "Periodenlehre" des Biorhythmus. Gleichzeitig mit dem Berliner Arzt und Biologen Wilhelm Fließ entdeckte er, nach eigenen Angaben ohne von diesem zu wissen, sowohl den körperlichen, als auch den seelischen Biorhythmus, veröffentlichte seine Erkenntnisse 1904 aber erst nach Fließ. In Die Perioden beschreibt er die spontane periodische Wiederkehr von Gedanken nach 18 Stunden, 23 Stunden und nach 23 Tagen. Er widmet ein umfangreiches Kapitel den Arbeiten von Fließ, erwähnte aber nicht die zugrunde liegenden Erkenntnisse aus Freuds Die Traumdeutung von 1900. Diese Werke stehen alle im Widerspruch zu Wilhelm Wundts assoziativer Psychologie. 1917 ergänzte er seine Periodenthese noch um die siebenjährliche Wiederholung. Freud widmet sich Swobodas Periodenlehre in einer überarbeiteten Auflage von Die Traumdeutung.

### Swoboda und Otto Weininger
Swoboda war eng befreundet mit Otto Weininger, der zur gleichen Zeit wie er selbst Psychologie studierte. Durch Swoboda, der 1900 ein paar Monate bei Sigmund Freud in Behandlung war und die Ergebnisse Weininger mitteilte, lernte dieser 1901 den Begriff der menschlichen Bisexualität kennen. Durch regen Informationsaustausch über die gewonnenen Erkenntnisse unterstützte Swoboda seinen Freund damit in den Jahren 1899 bis 1902 maßgeblich bei der Entstehung von dessen Publikation Geschlecht und Charakter, das 1903 veröffentlicht wurde. Auf Anraten Swobodas besuchte Weininger zuvor im August 1901 auch vergeblich Sigmund Freud auf der Suche nach einem Verleger für sein Manuskript zu Geschlecht und Charakter, der aber inhaltliche Lücken sah und die Veröffentlichung nicht unterstützte. Ein paar Jahre nach Weinigers Selbstmord schrieb Swoboda über ihn sein 1911 veröffentlichtes Werk Otto Weiningers Tod.

### Swoboda und Fließ
Fließ bezichtigte Swoboda des geistigen Diebstahls seiner biorhythmischen Periodenlehre, wodurch es zum Urheberrechtsstreit kam. Ebenso verdächtigte Fließ auch Weininger, dass auch er seine Erkenntnisse über Bisexualität lediglich gestohlen hätte, da er wusste, dass sie auf Swobodas Erkenntnissen basierten, die in den Sitzungen bei Freud entstanden. Swoboda reagierte auf die Vorwürfe durch Veröffentlichung von Die gemeinnützige Forschung und der eigennützige Forscher im Jahr 1906.

## Schriften
- Verstehen und Begreifen (Dissertation), Wien 1901.
- Die Perioden des menschlichen Organismus in ihrer psychologischen und biologischen Bedeutung. Leipzig, Wien 1904.
- Studien zur Grundlegung der Psychologie. Leipzig, Wien 1905.
- Die gemeinnützige Forschung und der eigennützige Forscher. Antwort auf die von Wilhelm Fließ gegen Otto Weininger und mich erhobenen Anschuldigungen. Leipzig, Wien 1906.
- Harmonia animae. Leipzig, Wien 1907.
- Die kritischen Tage des Menschen und ihre Berechnung mit dem Periodenschieber. Leipzig, Wien 1909.
- Otto Weiningers Tod. Wien, Leipzig 1911.
- Das Siebenjahr. Untersuchungen über die zeitliche Gesetzmäßigkeit des Menschenlebens. Band I: Vererbung. Leipzig, Wien 1917.
- Besinnliches Leben. Wien 1961.
- Arminius Libertus [d. i. Hermann Swoboda]: Epigramme. Innsbruck, Wien 1962.